# Познановці
Познановці (словен. Poznanovci) — поселення в общині Пуцонці, Помурський регіон, Словенія. Висота над рівнем моря: 258,4 м.